# Roodbekpijlstaart
De roodbekpijlstaart (of roodsnavelpijlstaart, Anas erythrorhyncha) is een vogel uit de familie Anatidae. De wetenschappelijke naam van de soort is voor het eerst geldig gepubliceerd in 1789 door Gmelin.

## Voorkomen
De soort komt  voor in het oosten, midden-zuiden en zuiden van Afrika, met name van zuidelijk Soedan en Ethiopië tot Zuid-Afrika.

## Beschermingsstatus
Op de Rode Lijst van de IUCN heeft de soort de status niet bedreigd.